# Campeonato Europeo de Natación de 2014
El XXXII Campeonato Europeo de Natación se celebró en Berlín (Alemania) entre el 13 y el 24 de agosto de 2014 bajo la organización de la Liga Europea de Natación (LEN) y la Federación Alemana de Natación.

## Instalaciones
Se realizaron competiciones de natación, natación sincronizada, saltos y natación en aguas abiertas. Las diversas competiciones fueron efectuadas en las siguientes instalaciones:
- natación: Velodrom (piscina temporal),
- natación sincronizada y saltos: piscinas del Europa-Sportpark,
- natación en aguas abiertas: Canal de Regatas de Grünau.

## Calendario
| ● | Ceremonia de apertura | ● | Preliminares | 1 | Finales | ● | Ceremonia de clausura |

| Agosto de 2014             | 13 mié | 14 jue | 15 vie | 16 sáb | 17 dom | 18 lun | 19 mar | 20 mié | 21 jue | 22 vie | 23 sáb | 24 dom | Finales por deporte |
| -------------------------- | ------ | ------ | ------ | ------ | ------ | ------ | ------ | ------ | ------ | ------ | ------ | ------ | ------------------- |
| Ceremonias                 | ●      |        |        |        |        |        |        |        |        |        |        | ●      | –                   |
| Natación                   |        |        |        |        |        | 4      | 6      | 5      | 7      | 5      | 7      | 8      | 42                  |
| Natación en aguas abiertas | 2      | 2      |        | 1      | 2      |        |        |        |        |        |        |        | 7                   |
| Natación sincronizada      | ●      | ●      | ●      | 2      | 2      |        |        |        |        |        |        |        | 4                   |
| Saltos                     |        |        |        |        |        | 1      | 2      | 2      | 1      | 2      | 2      | 1      | 11                  |
| Finales por día            | 2      | 2      | 0      | 3      | 4      | 5      | 8      | 7      | 8      | 7      | 9      | 9      | 64                  |

## Resultados de natación

### Masculino
| Evento                    | Oro                                                                                    | Plata                                                                                       | Bronce                                                                                      |
| ------------------------- | -------------------------------------------------------------------------------------- | ------------------------------------------------------------------------------------------- | ------------------------------------------------------------------------------------------- |
| 50 m libre (24.08)        | Florent Manaudou Francia 21,32                                                         | Konrad Czerniak · Polonia · 21,88                                                           | Ari-Pekka Liukkonen · Finlandia · 21,93                                                     |
| 100 m libre (22.08)       | Florent Manaudou Francia 47,98                                                         | Fabien Gilot Francia 48,36                                                                  | Luca Leonardi · Italia · 48,38                                                              |
| 200 m libre (20.08)       | Velimir Stjepanović Serbia 1:45,78                                                     | Paul Biedermann · Alemania · 1:45,80                                                        | Yannick Agnel Francia 1:46,65                                                               |
| 400 m libre (18.08)       | Velimir Stjepanović Serbia 3:45,66                                                     | Andrea D'Arrigo · Italia · 3:46,91                                                          | Jay Lelliott Reino Unido 3:47,50                                                            |
| 800 m libre (22.08)       | Gregorio Paltrinieri · Italia · 7:44,98                                                | Pál Joensen Islas Feroe 7:48,49                                                             | Gabriele Detti · Italia · 7:49,35                                                           |
| 1500 m libre (20.08)      | Gregorio Paltrinieri · Italia · 14:39,33 RE                                            | Pál Joensen Islas Feroe 14:50,59                                                            | Gabriele Detti · Italia · 14:52,53                                                          |
| 50 m espalda (21.08)      | Vladimir Morozov · Rusia · 24,64                                                       | Jérémy Stravius Francia 24,84                                                               | Christopher Walker-Hebborn Reino Unido 25,00                                                |
| 100 m espalda (19.08)     | Christopher Walker-Hebborn Reino Unido 54,15                                           | Jérémy Stravius Francia 53,64                                                               | Jan-Philip Glania · Alemania · 54,15                                                        |
| 200 m espalda (23.08)     | Radosław Kawęcki · Polonia · 1:56,02                                                   | Christian Diener · Alemania · 1:57,16                                                       | Gábor Balog · Hungría · 1:57,42                                                             |
| 50 m braza (23.08)        | Adam Peaty Reino Unido 27,00                                                           | Giedrius Titenis · Lituania · 27,34                                                         | Damir Dugonjič Eslovenia 27,48                                                              |
| 100 m braza (19.08)       | Adam Peaty Reino Unido 58,96                                                           | Ross Murdoch Reino Unido 59,43                                                              | Giedrius Titenis · Lituania · 59,61                                                         |
| 200 m braza (21.08)       | Marco Koch · Alemania · 2:07,47                                                        | Ross Murdoch Reino Unido 2:07,77                                                            | Giedrius Titenis · Lituania · 2:08,93                                                       |
| 50 m mariposa (19.08)     | Florent Manaudou · Francia · Yauhen Tsurkin · Bielorrusia · 23,00                      | —                                                                                           | Benjamin Proud · Reino Unido · Andri Hovorov · Ucrania · 23,21                              |
| 100 m mariposa (23.08)    | Konrad Czerniak · Polonia · 51,38                                                      | László Cseh · Hungría · 51,89                                                               | Pavel Sankovich · Bielorrusia · 51,92                                                       |
| 200 m mariposa (21.08)    | Viktor Bromer Dinamarca 1:55,29                                                        | Bence Biczó · Hungría · 1:55,62                                                             | Paweł Korzeniowski · Polonia · 1:55,74                                                      |
| 200 m estilos (20.08)     | László Cseh · Hungría · 1:58,10                                                        | Philip Heintz · Alemania · 1:58,17                                                          | Roberto Pavoni Reino Unido 1:58,22                                                          |
| 400 m estilos (24.08)     | Dávid Verrasztó · Hungría · 4:11,89                                                    | Roberto Pavoni Reino Unido 4:13,75                                                          | Federico Turrini · Italia · 4:14,15                                                         |
| 4 × 100 m libre (18.08)   | Francia Mehdy Metella Fabien Gilot Florent Manaudou Jérémy Stravius 3:11,64            | Rusia · Andrei Grechin · Nikita Lobintsev · Alexandr Sujorukov · Vladimir Morozov · 3:12,67 | Italia · Luca Dotto · Marco Orsi · Luca Leonardi · Filippo Magnini · 3:12,78                |
| 4 × 200 m libre (23.08)   | Alemania · Robin Backhaus · Yannick Lebherz · Clemens Rapp · Paul Biedermann · 7:09,00 | Rusia · Artiom Lobuzov · Dmitri Yermakov · Alexandr Krasnyj · Alexandr Sujorukov · 7:10,29  | Bélgica · Louis Croenen · Glenn Surgeloose · Emmanuel Vanluchene · Pieter Timmers · 7:10,39 |
| 4 × 100 m estilos (24.08) | Reino Unido Christopher Walker-Hebborn Adam Peaty Adam Barrett Benjamin Proud 3:31,73  | Francia Jérémy Stravius Giacomo Perez-Dortona Mehdy Metella Fabien Gilot 3:32,47            | Hungría · László Cseh · Dániel Gyurta · Bence Pulai · Dominik Kozma · 3:33,11               |

- RE – Récord europeo

### Femenino
| Evento                    | Oro                                                                                               | Plata                                                                                        | Bronce                                                                                     |
| ------------------------- | ------------------------------------------------------------------------------------------------- | -------------------------------------------------------------------------------------------- | ------------------------------------------------------------------------------------------ |
| 50 m libre (24.08)        | Francesca Halsall Reino Unido 24,32                                                               | Sarah Sjöström · Suecia · 24,37                                                              | Jeanette Ottesen Dinamarca 24,53                                                           |
| 100 m libre (20.08)       | Sarah Sjöström · Suecia · 52,67                                                                   | Femke Heemskerk · Países Bajos · 53,64                                                       | Michelle Coleman · Suecia · 53,75                                                          |
| 200 m libre (23.08)       | Federica Pellegrini · Italia · 1:56,01                                                            | Katinka Hosszú · Hungría · 1:56,69                                                           | Femke Heemskerk · Países Bajos · 1:56,81                                                   |
| 400 m libre (24.08)       | Jazmin Carlin Reino Unido 4:03,24                                                                 | Sharon van Rouwendaal · Países Bajos · 4:03,76                                               | Mireia Belmonte García · España · 4:04,01                                                  |
| 800 m libre (21.08)       | Jazmin Carlin Reino Unido 8:15,54                                                                 | Mireia Belmonte García · España · 8:21,22                                                    | Boglárka Kapás · Hungría · 8:22,06                                                         |
| 1500 m libre (23.08)      | Mireia Belmonte García · España · 15:57,29                                                        | Boglárka Kapás · Hungría · 16:03,04                                                          | Martina Caramignoli · Italia · 16:05,98                                                    |
| 50 m espalda (23.08)      | Francesca Halsall Reino Unido 27,81                                                               | Georgia Davies Reino Unido 27,82                                                             | Mie Nielsen Dinamarca 27,87                                                                |
| 100 m espalda (21.08)     | Mie Nielsen · Dinamarca · Katinka Hosszú · Hungría · 59,63                                        | —                                                                                            | Georgia Davies Reino Unido 59,74                                                           |
| 200 m espalda (19.08)     | Duane Da Rocha · España · 2:09,37                                                                 | Elizabeth Simmonds Reino Unido 2:09,66                                                       | Daria Ustinova · Rusia · 2:09,79                                                           |
| 50 m braza (24.08)        | Rūta Meilutytė · Lituania · 29,89                                                                 | Jennie Johansson · Suecia · 30,52                                                            | Moniek Nijhuis · Países Bajos · 30,64                                                      |
| 100 m braza (20.08)       | Rikke Møller Pedersen Dinamarca 1:06,23                                                           | Jennie Johansson · Suecia · 1:07,04                                                          | Arianna Castiglioni · Italia · 1:07,36                                                     |
| 200 m braza (22.08)       | Rikke Møller Pedersen Dinamarca 2:19,84                                                           | Molly Renshaw Reino Unido 2:23,82                                                            | Jessica Vall Montero · España · 2:24,08                                                    |
| 50 m mariposa (19.08)     | Sarah Sjöström · Suecia · 24,98                                                                   | Jeanette Ottesen Dinamarca 25,34                                                             | Francesca Halsall Reino Unido 25,39                                                        |
| 100 m mariposa (22.08)    | Jeanette Ottesen Dinamarca 56,51                                                                  | Sarah Sjöström · Suecia · 56,52                                                              | Ilaria Bianchi · Italia · 57,71                                                            |
| 200 m mariposa (24.08)    | Mireia Belmonte García · España · 2:04,79                                                         | Judit Ignacio Sorribes · España · 2:06,66                                                    | Katinka Hosszú · Hungría · 2:07,28                                                         |
| 200 m estilos (21.08)     | Katinka Hosszú · Hungría · 2:08,11                                                                | Aimee Willmott Reino Unido 2:11,44                                                           | Lisa Zaiser · Austria · 2:12,17                                                            |
| 400 m estilos (18.08)     | Katinka Hosszú · Hungría · 4:31,03                                                                | Mireia Belmonte García · España · 4:33,13                                                    | Aimee Willmott Reino Unido 4:34,69                                                         |
| 4 × 100 m libre (18.08)   | Suecia · Michelle Coleman · Magdalena Kuras · Louise Hansson · Sarah Sjöström · 3:08,20           | Países Bajos · Inge Dekker · Maud van der Meer · Esmee Vermeulen · Femke Heemskerk · 3:08,60 | Italia · Alice Mizzau · Erika Ferraioli · Giada Galizi · Federica Pellegrini · 3:07,55     |
| 4 × 200 m libre (21.08)   | Italia · Alice Mizzau · Stefania Pirozzi · Chiara Masini Luccetti · Federica Pellegrini · 7:50,53 | Suecia · Michelle Coleman · Louise Hansson · Sarah Sjöström · Stina Gardell · 7:51,03        | Hungría · Zsuzsanna Jakabos · Evelyn Verrasztó · Boglárka Kapás · Katinka Hosszú · 7:54,23 |
| 4 × 100 m estilos (24.08) | Dinamarca Mie Nielsen Rikke Møller Pedersen Jeanette Ottesen Pernille Blume 3:55,62 RE            | Suecia · Ida Lindborg · Jennie Johansson · Sarah Sjöström · Michelle Coleman · 3:56,04       | Reino Unido Georgia Davies Sophie Taylor Jemma Lowe Francesca Halsall 3:57,97              |

- RE – Récord europeo

### Mixto
| Evento                    | Oro                                                                                       | Plata                                                                                       | Bronce                                                                                          |
| ------------------------- | ----------------------------------------------------------------------------------------- | ------------------------------------------------------------------------------------------- | ----------------------------------------------------------------------------------------------- |
| 4 × 100 m libre (22.08)   | Italia · Luca Dotto · Luca Leonardi · Erika Ferraioli · Giada Galizi · 3:25,02            | Rusia · Andrei Grechin · Vladimir Morozov · Veronika Popova · Margarita Nesterova · 3:25,60 | Francia Clement Mignon Grégory Mallet Anna Santamans Coralie Balmy 3:27,02                      |
| 4 × 100 m estilos (19.08) | Reino Unido Christopher Walker-Hebborn Adam Peaty Jemma Lowe Francesca Halsall 3:44,02 RM | Países Bajos · Bastiaan Lijesen · Bram Dekker · Inge Dekker · Femke Heemskerk · 3:45,93     | Rusia · Vladimir Morozov · Vitalina Simonova · Viacheslav Prudnikov · Veronika Popova · 3:47,34 |

- RM – Récord mundial

### Medallero
| Núm. | País         | Oro | Plata | Bronce | Total |
| ---- | ------------ | --- | ----- | ------ | ----- |
| 1    | Reino Unido  | 9   | 7     | 8      | 24    |
| 2    | Dinamarca    | 6   | 1     | 2      | 9     |
| 3    | Hungría      | 5   | 4     | 5      | 14    |
| 4    | Italia       | 5   | 1     | 9      | 15    |
| 5    | Francia      | 4   | 4     | 2      | 10    |
| 6    | Suecia       | 3   | 6     | 1      | 10    |
| 7    | España       | 3   | 3     | 2      | 8     |
| 8    | Alemania     | 2   | 3     | 1      | 6     |
| 9    | Polonia      | 2   | 1     | 1      | 4     |
| 10   | Serbia       | 2   | 0     | 0      | 2     |
| 11   | Rusia        | 1   | 3     | 2      | 6     |
| 12   | Lituania     | 1   | 1     | 2      | 4     |
| 13   | Bielorrusia  | 1   | 0     | 1      | 2     |
| 14   | Países Bajos | 0   | 4     | 2      | 6     |
| 15   | Islas Feroe  | 0   | 2     | 0      | 2     |
| 16   | Austria      | 0   | 0     | 1      | 1     |
| 16   | Bélgica      | 0   | 0     | 1      | 1     |
| 16   | Eslovenia    | 0   | 0     | 1      | 1     |
| 16   | Finlandia    | 0   | 0     | 1      | 1     |
| 16   | Ucrania      | 0   | 0     | 1      | 1     |
|      | TOTAL        | 44  | 40    | 43     | 127   |

## Resultados de saltos

### Masculino
| Evento                          | Oro                                                 | Plata                                                   | Bronce                                                  |
| ------------------------------- | --------------------------------------------------- | ------------------------------------------------------- | ------------------------------------------------------- |
| Trampolín 1 m (19.08)           | Patrick Hausding · Alemania · 428,65 pts.           | Yevgueni Kuznetsov · Rusia · 422,40 pts.                | Matthieu Rosset Francia 420,10 pts.                     |
| Trampolín 3 m (21.08)           | Patrick Hausding · Alemania · 487,85                | Ilia Zajarov · Rusia · 483,20                           | Illia Kvasha · Ucrania · 477,20                         |
| Plataforma 10 m (23.08)         | Viktor Minibayev · Rusia · 586,10                   | Thomas Daley Reino Unido 535,45                         | Sascha Klein · Alemania · 530,90                        |
| Trampolín 3 m sincro. (22.08)   | Ilia Zajarov · Yevgueni Kuznetsov · Rusia · 464,64  | Patrick Hausding · Stephan Feck · Alemania · 438,15     | Olexandr Gorshkovozov · Illia Kvasha · Ucrania · 433,98 |
| Plataforma 10 m sincro. (20.08) | Patrick Hausding · Sascha Klein · Alemania · 461,46 | Vadzim Kaptur · Yauheni Karaliou · Bielorrusia · 421,80 | Olexandr Bondar · Maxym Dolgov · Ucrania · 415,17       |

### Femenino
| Evento                          | Oro                                                       | Plata                                              | Bronce                                              |
| ------------------------------- | --------------------------------------------------------- | -------------------------------------------------- | --------------------------------------------------- |
| Trampolín 1 m (20.08)           | Tania Cagnotto · Italia · 289,30 pts.                     | Kristina Ilinyj · Rusia · 288,55 pts.              | Tina Punzel · Alemania · 286,70 pts.                |
| Trampolín 3 m (24.08)           | Nadezhda Bazhina · Rusia · 322,80                         | Tania Cagnotto · Italia · 318,25                   | Nora Subschinski · Alemania · 317,90                |
| Plataforma 10 m (22.08)         | Sarah Barrow Reino Unido 363,70                           | Noemi Batki · Italia · 346,40                      | Yuliya Prokopchuk · Ucrania · 341,35                |
| Trampolín 3 m sincro. (23.08)   | Tania Cagnotto · Francesca Dallapé · Italia · 328,50      | Tina Punzel · Nora Subschinski · Alemania · 313,50 | Olena Fedorova · Hanna Pysmenska · Ucrania · 307,20 |
| Plataforma 10 m sincro. (19.08) | Yekaterina Petujova · Yuliya Timoshinina · Rusia · 314,70 | Maria Kurjo · My Phan · Alemania · 290,01          | Villő Kormos · Zsófia Reisinger · Hungría · 279,48  |

### Mixto
| Evento                     | Oro                                                       | Plata                                                       | Bronce                                              |
| -------------------------- | --------------------------------------------------------- | ----------------------------------------------------------- | --------------------------------------------------- |
| Prueba por equipos (18.08) | Viktor Minibayev · Nadezhda Bazhina · Rusia · 416,90 pts. | Olexandr Bondar · Yuliya Prokopchuk · Ucrania · 409,75 pts. | Sascha Klein · Tina Punzel · Alemania · 390,95 pts. |

### Medallero
| Núm. | País        | Oro | Plata | Bronce | Total |
| ---- | ----------- | --- | ----- | ------ | ----- |
| 1    | Rusia       | 5   | 3     | 0      | 8     |
| 2    | Alemania    | 3   | 3     | 4      | 10    |
| 3    | Italia      | 2   | 2     | 0      | 4     |
| 4    | Reino Unido | 1   | 1     | 0      | 2     |
| 5    | Ucrania     | 0   | 1     | 5      | 6     |
| 6    | Bielorrusia | 0   | 1     | 0      | 1     |
| 7    | Francia     | 0   | 0     | 1      | 1     |
| 7    | Hungría     | 0   | 0     | 1      | 1     |
|      | TOTAL       | 11  | 11    | 11     | 33    |

## Resultados de natación en aguas abiertas

### Masculino
| Evento        | Oro                                       | Plata                                 | Bronce                                |
| ------------- | ----------------------------------------- | ------------------------------------- | ------------------------------------- |
| 5 km (13.08)  | Daniel Fogg Reino Unido 53:41,4           | Rob Muffels · Alemania · 54:01,8      | Thomas Lurz · Alemania · 54:02,6      |
| 10 km (14.08) | Ferry Weertman · Países Bajos · 1:49:56,2 | Thomas Lurz · Alemania · 1:49:59,0    | Yevgueni Drattsev · Rusia · 1:50:00,6 |
| 25 km (17.08) | Axel Reymond Francia 4:59:18,8            | Yevgueni Drattsev · Rusia · 4:59:31,2 | Edoardo Stochino · Italia · 5:08:51,0 |

### Femenino
| Evento        | Oro                                              | Plata                                          | Bronce                                    |
| ------------- | ------------------------------------------------ | ---------------------------------------------- | ----------------------------------------- |
| 5 km (14.08)  | Isabelle Härle · Alemania · 57:55,7              | Sharon van Rouwendaal · Países Bajos · 58:29,9 | Mireia Belmonte García · España · 58:41,4 |
| 10 km (13.08) | Sharon van Rouwendaal · Países Bajos · 1:56:06,9 | Éva Risztov · Hungría · 1:56:08,0              | Aurora Ponselè · Italia · 1:56:08,5       |
| 25 km (17.08) | Martina Grimaldi · Italia · 5:19:14,1            | Anna Olasz · Hungría · 5:19:21,0               | Angela Maurer · Alemania · 5:19:21,4      |

### Equipos
| Evento             | Oro                                                                               | Plata                                                                       | Bronce                                                          |
| ------------------ | --------------------------------------------------------------------------------- | --------------------------------------------------------------------------- | --------------------------------------------------------------- |
| Por equipo (16.08) | Ferry Weertman · Marcel Schouten · Sharon van Rouwendaal · Países Bajos · 55:47,8 | Spyridon Yanniotis · Antonios Fokaidis · Kalliopi Arauzu · Grecia · 56:05,5 | Rob Muffels · Thomas Lurz · Isabelle Härle · Alemania · 56:14,8 |

### Medallero
| Núm. | País         | Oro | Plata | Bronce | Total |
| ---- | ------------ | --- | ----- | ------ | ----- |
| 1    | Países Bajos | 3   | 1     | 0      | 4     |
| 2    | Alemania     | 1   | 2     | 3      | 6     |
| 3    | Italia       | 1   | 0     | 2      | 3     |
| 4    | Francia      | 1   | 0     | 0      | 1     |
| 4    | Reino Unido  | 1   | 0     | 0      | 1     |
| 6    | Hungría      | 0   | 2     | 0      | 2     |
| 7    | Rusia        | 0   | 1     | 1      | 2     |
| 8    | Grecia       | 0   | 1     | 0      | 1     |
| 9    | España       | 0   | 0     | 1      | 1     |
|      | TOTAL        | 7   | 7     | 7      | 21    |

## Resultados de natación sincronizada
| Evento                     | Oro | Plata | Bronce |
| -------------------------- | --- | --- | --- |
| Solo (17.08)               | Svetlana Romashina · Rusia · 95,8333 pts. | Ona Carbonell · España · 93,7000 pts. | Anna Voloshyna · Ucrania · 92,3333 pts. |
| Dúo (16.08)                | Daria Korobova · Svetlana Kolesnichenko · Rusia · 96,1000 | Lolita Ananasova · Anna Voloshyna · Ucrania · 92,9000 | Ona Carbonell · Paula Klamburg · España · 92,1667 |
| Equipo (16.08)             | Rusia · Vlada Chiguiriova · Svetlana Kolesnichenko · Anisia Oljova · Yelena Prokofieva · Alla Shishkina · Mariya Shurochkina · Guelena Topilina · Darina Valitova · 96,8333                                     | Ucrania · Lolita Ananasova · Olena Grechyjina · Olha Kondrashova · Olexandra Sabada · Kateryna Sadurska · Anastasiya Savchuk · Xeniya Sydorenko · Anna Voloshyna · 94,0667                                                                                  | España · Clara Basiana Cañellas · Alba María Cabello · Ona Carbonell · Margalida Crespí Jaume · Sara Levy Sellares · Meritxell Mas Pujadas · Cristina Salvador González · Paula Klamburg · 92,4667  |
| Combinación rutina (17.08) | Ucrania · Lolita Ananasova · Olena Grechyjina · Olexandra Kashuba · Kateryna Reznik · Olexandra Sabada · Kateryna Sadurska · Anastasiya Savchuk · Xeniya Sydorenko · Anna Voloshyna · Olha Zolotarova · 94,4333 | España · Clara Basiana Cañellas · Clara Camacho del Hoyo · Ona Carbonell · Margalida Crespí Jaume · Sara Gijón Cabrera · Thais Henríquez Torres · Cecilia Jiménez Nieto · Sara Levy Sellares · Meritxell Mas Pujadas · Cristina Salvador González · 93,0333 | Italia · Elisa Bozzo · Beatrice Callegari · Camilla Cattaneo · Linda Cerruti · Francesca Deidda · Costanza Ferro · Manila Flamini · Mariangela Perrupato · Dalila Schiesaro · Sara Sgarzi · 90,3333 |

### Medallero
| Núm. | País    | Oro | Plata | Bronce | Total |
| ---- | ------- | --- | ----- | ------ | ----- |
| 1    | Rusia   | 3   | 0     | 0      | 3     |
| 2    | Ucrania | 1   | 2     | 1      | 4     |
| 3    | España  | 0   | 2     | 2      | 4     |
| 4    | Italia  | 0   | 0     | 1      | 1     |
|      | TOTAL   | 4   | 4     | 4      | 12    |

## Medallero total
| Núm. | País         | Oro | Plata | Bronce | Total |
| ---- | ------------ | --- | ----- | ------ | ----- |
| 1    | Reino Unido  | 11  | 8     | 8      | 27    |
| 2    | Rusia        | 9   | 7     | 3      | 19    |
| 3    | Italia       | 8   | 3     | 12     | 23    |
| 4    | Alemania     | 6   | 8     | 8      | 22    |
| 5    | Dinamarca    | 6   | 1     | 2      | 9     |
| 6    | Hungría      | 5   | 6     | 6      | 17    |
| 7    | Francia      | 5   | 4     | 3      | 12    |
| 8    | Suecia       | 3   | 6     | 1      | 10    |
| 9    | España       | 3   | 5     | 5      | 13    |
| 10   | Países Bajos | 3   | 5     | 2      | 10    |
| 11   | Polonia      | 2   | 1     | 1      | 4     |
| 12   | Serbia       | 2   | 0     | 0      | 2     |
| 13   | Ucrania      | 1   | 3     | 7      | 11    |
| 14   | Lituania     | 1   | 1     | 2      | 4     |
| 15   | Bielorrusia  | 1   | 1     | 1      | 3     |
| 16   | Islas Feroe  | 0   | 2     | 0      | 2     |
| 17   | Grecia       | 0   | 1     | 0      | 1     |
| 18   | Austria      | 0   | 0     | 1      | 1     |
| 18   | Bélgica      | 0   | 0     | 1      | 1     |
| 18   | Eslovenia    | 0   | 0     | 1      | 1     |
| 18   | Finlandia    | 0   | 0     | 1      | 1     |
|      | TOTAL        | 66  | 62    | 65     | 193   |